# KRT36
KRT36‏ (Keratin 36) هوَ بروتين يُشَفر بواسطة جين KRT36 في الإنسان.